# Hylaeus kasindensis
Hylaeus kasindensis är en biart som beskrevs av Cockerell 1936. Hylaeus kasindensis ingår i släktet citronbin, och familjen korttungebin. Inga underarter finns listade i Catalogue of Life.